# Omalos
Omalos (gr. Ομαλός) – wieś w Grecji, w gminie Platanias, położona w zachodniej części Krety. Według danych na rok 2011 miejscowość liczyła 35 mieszkańców, a gęstość zaludnienia wyniosła 2,33 os./km2. Leży ok. 35 km na południe od Chanii.
Nazwa Omalos pochodzi od płaskowyżu o tej samej nazwie (Ομαλός), na którym leży miejscowość. Jego wysokość wynosi 1200 m n.p.m..